# Alphonse Karr
Alphonse Karr (Parigi, 24 novembre 1808 – Saint-Raphaël, 29 settembre 1890) è stato un giornalista, scrittore e aforista francese, noto per lo spiccato umorismo satirico che gli procurò anche molti nemici.

## Biografia
Redattore capo de Le Figaro, poi fondatore, negli anni della monarchia borghese (1830/1848), del settimanale satirico Guêpes ("Vespe"), cui si ispirò, di poi,  Eça de Queiroz nel dar vita, con Ramalho Ortigao, alla sua altrettanto celebre rivista As Farpas.
Karr si dedicò anche alla vita politica, dapprima candidandosi senza successo alla Costituente della Seconda Repubblica francese (in occasione della Rivoluzione del 1848), poi sostenendo altri candidati politici.
Dopo il colpo di stato del 2 dicembre 1851 messo a segno da Luigi Napoleone Bonaparte, Karr si ritirò sulla Costa azzurra (a Saint-Raphaël, nei pressi di Nizza), ove si dedicò con molto successo al giardinaggio (divenne un imprenditore florovivaistico famoso e ibridò un tipo di dalia che oggi porta il suo nome). Frutto di questo suo amore floreale, l'opera Le Credo du Jardinier (1875).
È anche autore di una gran quantità di aforismi (in italiano raccolti, a cura del filosofo Massimo Baldini, in un'antologia edita dalla Newton and Compton, nel 1993)  Oltre al giardinaggio, fu un grande appassionato di pesca e scrisse anche su questi temi.
Il suo racconto Les Willis servì da fonte per l'opera Le Villi di Giacomo Puccini (1884).

## Opere
Fu uno scrittore molto prolifico, autore di romanzi, novelle, opere satiriche, saggi. Eccone alcuni titoli:
- Un'ora troppo tardi (1833, raccolta di novelle)
- Fa diesis (1834, raccolta di novelle)
- Sotto i tigli (1835), romanzo
- Venerdì sera (1835)
- La strada più corta
- Le Willis (1852)
- Viaggio intorno al mio giardino (1855)
- La pesca in acqua dolce ed in acqua salata (1858)